# Kameleon (serial telewizyjny 1996)
Kameleon (oryginalny tytuł ang. The Pretender) – amerykański serial emitowany w stacji NBC. Powstały 4 sezony w latach 1996–2000 (86 odcinków). Po zakończeniu emisji serialu, nakręcono jeszcze dwa pełnometrażowe filmy, które kontynuowały fabułę od miejsca, w którym serial został przerwany.

## Fabuła
Serial opowiada historię młodego człowieka o imieniu Jarod, który w dzieciństwie został porwany od swoich rodziców i osadzony w tajemniczej organizacji o nazwie „Centrum”. W Centrum poddany zostaje wielu szkoleniom, które wykorzystując jego niesamowitą inteligencję, mają na celu stworzenie z niego Kameleona – człowieka, który może podszyć się pod każdą postać i stać się ekspertem w każdej dziedzinie.
Jarod jest bardzo wrażliwym i troskliwym człowiekiem. Kiedy więc odkrywa, że Centrum wykorzystuje informacje zdobyte z jego symulacji do przemocy, manipulacji i wykorzystywania zwykłych ludzi, ucieka. Podróżując po całych Stanach przybiera różne tożsamości, pomagając ludziom w potrzebie.

## Obsada
Tabela przedstawia liczbę odcinków, w których wzięli udział poszczególni aktorzy oraz ich udział w dwóch pełnometrażowych produkcjach: „Kameleon” i „Kameleon: Wyspa Przeklęta”
| Postać                | Aktor             | # odcinków | Kameleon | Kameleon: Wyspa Przeklęta |
| --------------------- | ----------------- | ---------- | -------- | ------------------------- |
| Jarod                 | Michael T. Weiss  | 86         | Tak      | Tak                       |
| Miss Parker           | Andrea Parker     | 86         | Tak      | Tak                       |
| Sydney                | Patrick Bauchau   | 86         | Tak      | Tak                       |
| Broots                | Jon Gries         | 85         | Tak      | Tak                       |
| Mały Jarod/Gemini     | Ryan Merriman     | 48         | Nie      | Nie                       |
| Dr. William Raines    | Richard Marcus    | 45         | Tak      | Tak                       |
| Mr. Lyle              | James Denton      | 36         | Tak      | Tak                       |
| Mr. Parker            | Harve Presnell    | 31         | Tak      | Tak                       |
| Sam the Sweeper       | Sam Ayers         | 31         | Tak      | Tak                       |
| Angelo/Timmy          | Paul Dillon       | 23         | Nie      | Tak                       |
| Brigitte Parker       | Pamela Gidley     | 17         | Nie      | Nie                       |
| Willie the Sweeper    | Willie Gault      | 14         | Nie      | Nie                       |
| Mała Miss Parker      | Ashley Peldon     | 12         | Nie      | Nie                       |
| Magaret, matka Jaroda | Kim Myers         | 10         | Nie      | Tak                       |
| Thomas Gates          | Jason Brooks      | 8          | Nie      | Nie                       |
| Mr. Cox               | Lenny Von Dohlen  | 5          | Nie      | Nie                       |
| Mały Angelo/Timmy     | Jake Lloyd        | 5          | Nie      | Nie                       |
| Major Charles         | George Lazenby    | 4          | Nie      | Nie                       |
| Ethan Clausen/Mirage  | Tyler Christopher | 2          | Tak      | Nie                       |